# Nederlandse Linux Gebruikers Groep

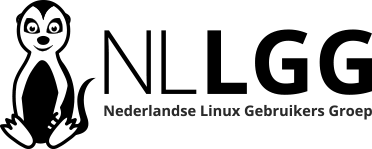
Logo van de NLLGG. Het stokstaartje genaamd "Vincent" is tevens de mascotte van de vereniging. Ontworpen medio 2015 door Paul Christian

De NLLGG (opgericht in 1996) is de Nederlandse Linux Gebruikers Groep, een vereniging voor en door Linuxgebruikers in Nederland. De vereniging ondersteunt haar leden in het gebruik en de promotie van Linux.
De NLLGG faciliteert verschillende bijeenkomsten, voornamelijk in Utrecht. Vijf maal per jaar worden daar lezingen, workshops en/of cursussen gegeven voor beginners en gevorderden.
De NLLGG geeft ook twee boeken uit.
Zoekboek Linux helpt bij het verzamelen en gebruiken van informatie op internet.